# Vojvodstvo Modena i Reggio
Vojvodstvo Modena i Reggio (tal. Ducato di Modena e Reggio, lat. Ducatus Mutinae et Regii), malena talijanska država koja je postojala od 1452. do 1859. s prekidom od 1796. do 1814. godine. Vojvodina je originalno stvorena za obitelj Este koja je također vladala Ferrarom do 1597. godine. Vojvodstvo je 1796. okupirala francuska armija Napoleona Bonapartea koji je stvorio Cispadansku Republiku iz njezina teritorija. Posljednji estenski vojvoda postao je vladar bivših austrijskih teritorija u jugozapadnoj Njemačkoj (Breisgauu) i umro 1803. Nakon njegove smrti Modenu je nasljedio njegov nećak nadvojvoda Ferdinand Austrijsko-Estenski, ujak cara Franje II. Padom napoleonskog sustava u Italiji 1814. godine Ferdinandov sin Franjo IV. postao je vojvoda Modene. Ubrzo zatim naslijedio je teritorije Masse i Carrare preko svoje majke.
Habsburške vojvode nakratko su izgnani 1831. i 1848., ali su se ubrzo vratili. Nakon Francusko-pijemontskog rata protiv Austrije 1859. godine vojvoda je ponovo bio prisiljen bježati, ali ovaj put trajno. U prosincu 1859. Modena se pridružila Toskani i Parmi u stvaranju Ujedinjenih Pokrajina Centralne Italije koje je anektirala Kraljevina Sardinija u ožujku 1860. godine.

## Vojvodinske pokrajine prije raspada
- Modena (Vojvodina Modena)
- Reggio (Vojvodina Reggio)
- Guastalla
- Frignano
- Garfagnana
- Lunigiana
- Massa i Carrara (Vojvodina Massa i Carrara)

## Povezano
- Popis vojvoda Ferrare i Modene
- Povijesne države Italije